# Harbin Y-12
O Harbin Y-12  ( Chinês : 运-12; pinyin : Yun-12) é uma aeronave bimotor turboélice de asa alta construído pela Harbin Aircraft (HAMC).
Tem sua estrutura baseada no seu antecessor Harbin Y-11 O projeto apresentou inúmeras melhorias, incluindo uma asa redesenhada e uma fuselagem maior que a do Y-11.

## Variantes
- Y-12 (I)
- Y-12 (II)
- Y-12 (III)
- Y-12 (IV)
- Y-12C
- Y-12E
- Y-12F
- Turbo Panda
- Twin Panda